# トレンチャード子爵

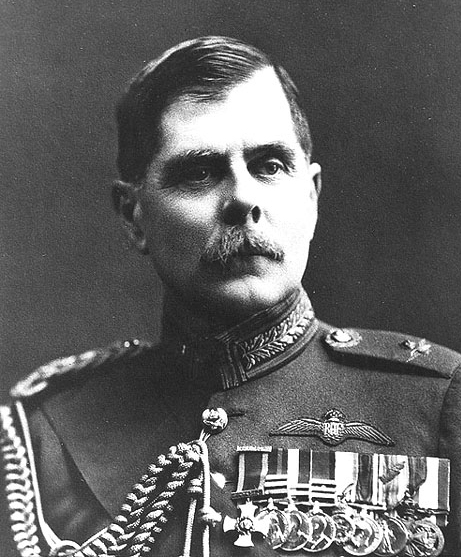
初代トレンチャード子爵ヒュー・トレンチャード

トレンチャード子爵(英: Viscount Trenchard)は、連合王国貴族の子爵位。ヒュー・トレンチャード空軍元帥が1936年に叙されたのに始まる。

## 歴史
ヒュー・モンタギュー・トレンチャード空軍元帥(1873–1956)は、1919年10月9日に連合王国準男爵位(ウォルフトンの)準男爵(Baronet, of Wolfeton)、1930年1月23日に連合王国貴族爵位ドーセット州におけるウォルフトンのトレンチャード男爵(Baron Trenchard, of Wolfeton in the County of Dorset)、1936年1月31日に連合王国貴族爵位ドーセット州におけるウォルフトンのトレンチャード子爵(Viscount Trenchard, of Wolfeton in the County of Dorset)に叙せられた。
その息子の2代トレンチャード子爵トマス・トレンチャード(1923–1987)は、保守党の貴族院政治家としてマーガレット・サッチャーの内閣において貿易産業省の閣外大臣(在職1979年–1981年)や防衛設備調達大臣(在職1981年-1983年)等を務めた。
その息子の3代トレンチャード子爵ヒュー・トレンチャード(1951-)は、実業家として活躍した後、2004年に世襲貴族枠の貴族院議員となった（保守党所属）。2021年現在の当主も彼である。

子爵家のモットーは『汝、自身を知れ(Nosce Teipsum)』。

## トレンチャード子爵 (1936年)
- 初代トレンチャード子爵ヒュー・モンタギュー・トレンチャード (Hugh Montague Trenchard, 1873–1956)
- 2代トレンチャード子爵トマス・トレンチャード（英語版） (Thomas Trenchard, 1923–1987)
- 3代トレンチャード子爵ヒュー・トレンチャード（英語版） (Hugh Trenchard, 1951-)
  - 法定推定相続人は、現当主の息子アレグザンダー・トマス・トレンチャード(Alexander Thomas Trenchard, 1978-)